# エリーザベト・シューマン

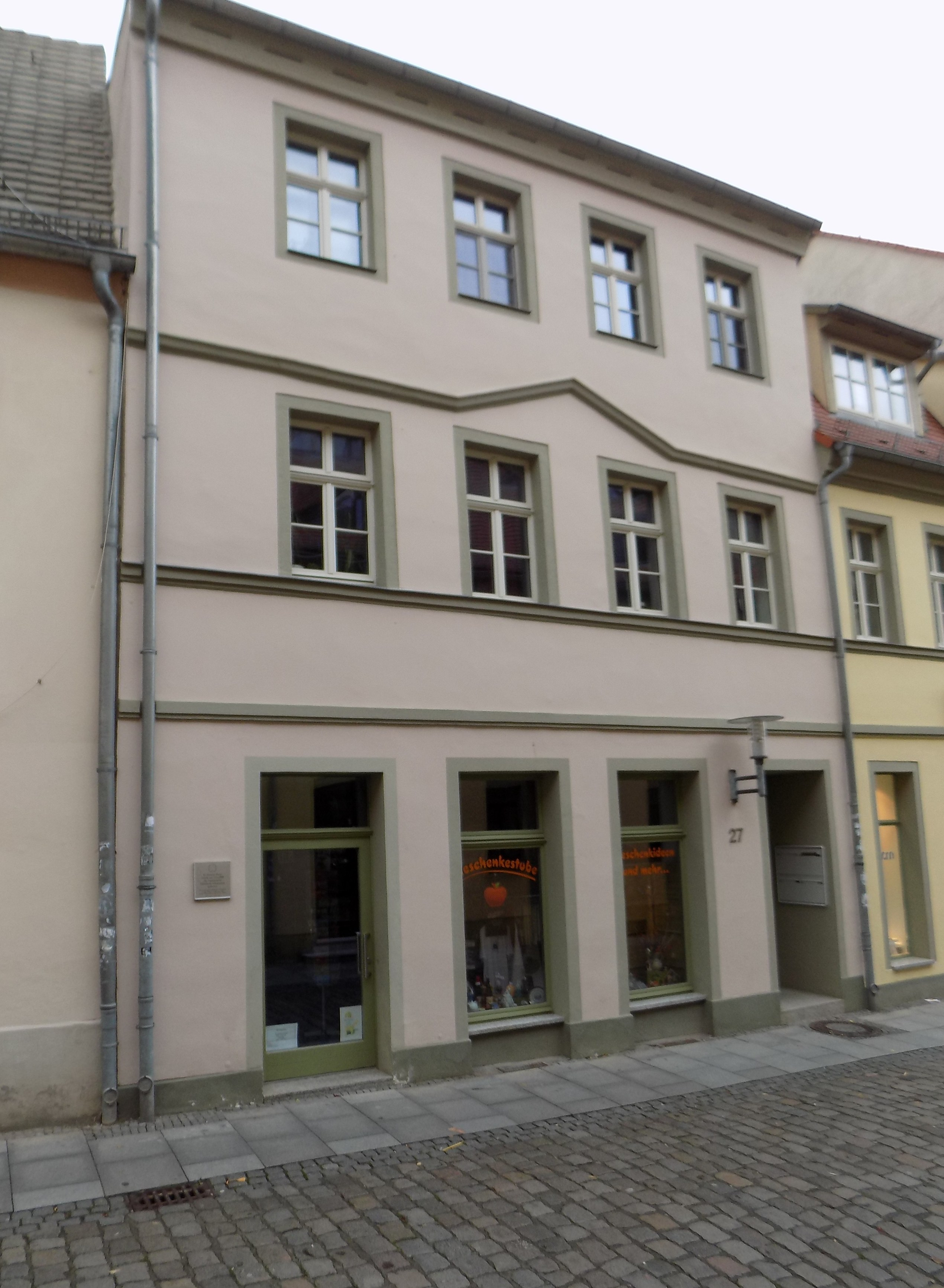
メルゼブルクの生家

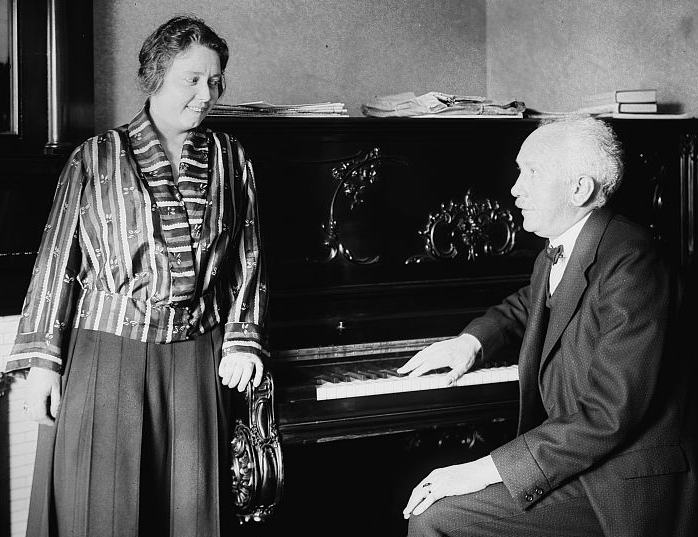
エリーザベト・シューマンとリヒャルト・シュトラウス

エリーザベト・シューマン（Elisabeth Schumann, 1888年6月13日 メルゼブルク - 1952年4月23日 ニューヨーク、1885年誕生説あり）は、ドイツ系アメリカ人の声楽家（ソプラノ）、オペラ歌手、オラトリオ歌手、宮廷歌手、音楽教育者。英語読みでエリザベス・シューマンと表記されることがある。

## 経歴
エリーザベト・シューマンは、メルゼブルクのゴットハルト通り27で、教師、オルガニスト、指揮者のアルフレート・シューマンの末娘として生まれた。プリマ・ドンナのヘンリエッテ・ゾンタークは彼女の直接の先祖の一人であったと言われている。 最初はベルリンでファレリー・ジテルマンとマリー・ディートリヒなどに師事し、続いてドレスデンでナタリー・ヘニッシュに師事した。
ハンブルクで彼女はアルマ・シャドウからレッスンを受け、1909年に地元のオペラハウス（ハンブルク州立歌劇場）でワーグナー『タンホイザー』羊飼いの少年として舞台デビューを果たした。彼女はこの歌劇場に1919年まで所属することになる。1912年には、モーツァルト『フィガロの結婚』ケルビーノ、後にスザンナでセンセーションを巻き起こした。その後、モーツァルト『ドン・ジョヴァンニ』ツェルリーナ、ワーグナー『ニュルンベルクのマイスタージンガー』エファなどを演じた。1914年から15年にかけてはニューヨークのメトロポリタン・オペラに行き、その後数十年間もの友人となるリヒャルト・シュトラウスの『ばらの騎士』ゾフィーでデビューした。メトロポリタン・オペラでは、プッチーニ『ラ・ボエーム』ムゼッタ、フンパーディンク『ヘンゼルとグレーテル』グレーテル、ベートーヴェン『フィデリオ』マルツェリーネなど、そのシーズンは10役を演じた。第一次世界大戦の勃発にもかかわらず、彼女は1915年5月にアメリカからハンブルクに戻ることができ、1918年にはアルノルト・ヴィンターニッツのオペラ『マイスター・グロビアン』の世界初演に出演した。
1919年に彼女はウィーン国立歌劇場に招聘され、1922年から1935年までザルツブルク音楽祭においてフーゴ・フォン・ホーフマンスタール、マックス・ラインハルト、リヒャルト・シュトラウスのもとで活動した。ウィーン滞在中、彼女と再婚した指揮者の夫カール・アルヴィン（1891–1945）は、パトロンであるイェニー・マウトナー（1856-1938）やその夫である実業家のイジドール・マウトナー（1852-1930）と一緒に、1925年からマリエンタールの織物工場を所有していた。彼女はヨーロッパ、アメリカ合衆国、南アメリカを巡る大規模なコンサートツアーに加わり、リヒャルト・シュトラウスなどがピアノに同行した。
オペラ以外にもエリーザベト・シューマンはオラトリオにも出演している。また、愛唱されている歌曲の歌い手でもあり、2つの歌曲集を編纂・出版している。
上記のとおり、彼女はオペラやオペレッタから、オラトリオや歌曲まで、幅広いレパートリーを誇り、豊かな録音を後世に遺した。生き生きとした表情や優雅さ、美貌によって愛され、評価された。リヒャルト・シュトラウスやオットー・クレンペラー、ロッテ・レーマン、ブルーノ・ワルター、ヴィルヘルム・フルトヴェングラーなど、往年のドイツ楽壇の錚々たる顔ぶれと親しかった。
1938年にナチスがオーストリアを併合し政権を握ったとき、彼女の音楽活動は、1933年まで結婚していた前夫の指揮者カール・アルヴィン同様に、職業禁止令によって突然途絶えさせられた。1938年にアルヴィンはメキシコに移住した。同年3月彼女はイギリスに移住し、10月には3人目の夫とアメリカに移住し、1944年にはアメリカの市民権を得た。1938年にはフィラデルフィアのカーティス音楽学校に受け入れられ、1947年まで教鞭を執った。終戦後、1945年秋にコンサートツアーのためにヨーロッパに戻り、多くのリサイタルを行い、イギリスで特に成功を収めた。 いつかはイギリスに定住しようと計画していたが、ニューヨークでの突然の死により、その望みが叶えられることはなかった。
彼女を記念して、メルゼブルク旧市街公益法人は、彼女が生まれた家に記念プレートを設置した。メルゼブルク・シュテーンデハウスの1階にある劇場とコンサートホールは、彼女にちなんで名付けられている。

## 家族
最初の結婚相手は、ベルリンで出会った建築家のヴァルター・プリッツ（1882-1957）である。ハンブルク時代に指揮者・作曲家オットー・クレンペラーと関係を持った（彼女は二度クレンペラーと出奔している）後に離婚し、1919年にピアノ伴奏者でもある指揮者・作曲家・ピアニストのカール・アルヴィンと結婚。1932年から皮膚科医のハンス・クリューガーと恋愛関係になり1933年にアルヴィンと離婚。1938年にクリューガー（ユダヤ人）を国外に連れ出しイギリスで結婚。クリューガーとは1944年にアメリカで離婚している。
ニューヨークで末期のシューマンを見舞ったロッテ・レーマンはクレンペラーに電話をかけ、感動的なシューマンとクレンペラーとの会話が交わされたという。電話を切った後にシューマンは「この人が私の人生の人だったの」と優しく言ったという。
エリーザベト・シューマンとヴァルター・プリッツの息子ゲルト・ピューリッツ（1914-2007）は、膨大な文章と写真による母の伝記の執筆に身を投じ、娘のジョイ・ピューリッツは『世界的に有名なメルゼブルクのソプラノ歌手の人生』の共同編集者を務めている。

## 栄誉
- ウィーン国立歌劇場名誉会員、ウィーンフィルハーモニー管弦楽団初の女性名誉会員[6]

## 記録
（SPレコードの記録音質）
- Mozart – Deh vieni non tardar (Le nozze di Figaro), 1927 bei YouTube
- Bach – Bist du bei mir bei YouTube（1934年録音）
- Brahms – Wiegenlied, 1937 bei YouTube
- Schubert – Schlafe, Schlafe bei YouTube（1937年録音）
- Franz Schubert – Die Forelle bei YouTube（1945年録音）

## 主な出演オペラ
- 『ばらの騎士』ゾフィー[8][9]
- 『ラ・ボエーム』ムゼッタ[10]、ミミ[11]
- 『魔笛』パパゲーナ[12]、パミーナ[13]
- 『ヘンゼルとグレーテル』グレーテル[14][15]
- 『ジークフリート』森の小鳥[16]
- 『フィデリオ』マルツェリーネ[17]
- 『カルメン』ミカエラ[18]
- 『魔弾の射手』エンヒェン[19]
- 『後宮からの誘拐』ブロンデ（ブロントヒェン）[20]
- 『ニュルンベルクのマイスタージンガー』エファ[21]
- 『フィガロの結婚』ケルビーノ、スザンナ[22]
- 『ナクソス島のアリアドネ』ナヤーデ[23]、作曲家[24]
- 『コジ・ファン・トゥッテ』デスピーナ[25]
- 『ミニョン』ミニョン[26]
- 『こうもり』アデーレ[27]
- 『ドン・ジョヴァンニ』ツェルリーナ[28]
- 『ラインの黄金』ヴォークリンデ[29]
- 『ジョニーは演奏する』イヴォンヌ[30]
- 『イドメネオ』イリア[31]
- 『道化師』ネッダ[32]

### 自身の出版物
- Elisabeth Schumann: Elisabeth Schumann–Liederbuch. Erstausgabe: Verlag Universal Edition, Wien / Leipzig / New York 1928; überarbeitete Ausgaben: Verlag Universal Edition, 1955, 1974.
- Elisabeth Schumann: German Song (Übersetzung von David Millar Craig). Chanticleer Press, London 1948.

### 二次文献
- Sabine Keil, Joy Puritz, Elisabeth Schumann: Lebensstationen der weltbekannten Merseburger Sopranistin. AXON, Querfurt 2008, ISBN 978-3-939325-09-3.
- Gerd Puritz, Elisabeth Schumann: A Biography / edited and translated by Joy Puritz. André Deutsch, London 1993, ISBN 0-233-98794-0.
- Joy Puritz: Schumann, Emma Elisabeth, geschiedene Puritz-Schumann, geschiedene Alwin-Schumann, geschiedene Krüger. In: Eva Labouvie (編): Frauen in Sachsen-Anhalt. Band 2: Ein biographisch-bibliographisches Lexikon vom 19. Jahrhundert bis 1945. Böhlau, Köln u. a. 2019, ISBN 978-3-412-51145-6, S. 415–419.